# Space Channel 5: Part 2
Space Channel 5: Part 2 — музыкальная игра, разработанная японской компанией United Game Artists для консолей Dreamcast и PlayStation 2. Игра была издана в Японии компанией Sega в феврале 2002 года. В 2003 году версия для PlayStation 2 была выпущена в Европе и Северной Америке компаниями SCEE и Agetec соответственно. В 2011 году Space Channel 5: Part 2 была портирована на Microsoft Windows, Xbox 360 и PlayStation 3. Проект является сиквелом игры 1999 года Space Channel 5.
По сюжету, в далёком будущем, репортёр Улала (англ. Ulala) преследует группу бандитов, называющихся Ритмические Разбойники (англ. Rhythm Rogues) и их предводителя, Пурджа (англ. Purge) после того, как они погружают галактику в танцевальное безумие. Управляя Улалой, игроки участвуют в танцевальных битвах по заранее определённым уровням, где им необходимо повторять движения противников, попадая в такт. Кроме одиночной кампании, в игре также есть режим выживания, называемый «Ulala's Dance», а также возможность многопользовательской игры для обоих режимов.
Создание Space Channel 5: Part 2 заняло 2 года и в нём участвовали ключевые сотрудники оригинальной игры. Проект стал последним для команды, перед тем как она была объединена с Sonic Team, кроме того, Space Channel 5: Part 2 стала последней игрой Тэцуи Мидзугути, разработкой которой он руководил, перед уходом из Sega 2003 году. В отличие от первой игры, сиквел использует трёхмерную графику вместо предварительно записанных видео, а также Мидзугути добавил в игру новую функциональность и при разработке были учтены пожелания команды и отзывы от игроков. Игровой саундтрек создавался на протяжении года и в результате был выпущен в форме 4 альбомов. Space Channel 5: Part 2 получила положительные отзывы от рецензентов, которые считали её превосходящей предыдущую игру из-за улучшенного игрового процесса и саундтрека, а также имела коммерческий успех.

## Разработка
Сиквел к Space Channel 5 был запланирован с самого начала, однако разработка была заморожена до того момента, как должны были поступить данные о продажах игры на Западе. Хотя цифры и оказались низкими, Тэцуя Мидзугути было намного проще презентовать идею игры для руководства Sega, поскольку после выпуска стал понятен жанр и игровой процесс проекта. Как и в случае с первой игрой, Space Channel 5: Part 2 разрабатывалась внутренней студией Sega, United Game Artists. Создание игры заняло примерно 2 года. Среди людей работавших, как над оригиналом, так и сиквелом были: Мидзугути в качестве продюсера, главный художник первой игры Юмико Миябэ стала руководителем, главный дизайнер и сценарист Такуми Ёсинага и художница Маюми Моро, ставшая в новом проекте главным художником. Во время разработки команда знала, что Sega уйдёт из бизнеса по созданию консолей и потому в отличие от предыдущей игры, Space Channel 5: Part 2 сразу задумывалась быть выпущенной как на Dreamcast, так на PlayStation 2, что сделала её второй игрой для консоли от Sony, над которой работала данная команда разработчиков. Space Channel 5: Part 2 была последней игрой United Game Artists, перед тем как в 2003 году внутри Sega началась реструктуризация и команда была влита в недавно сформированную Sonic Team. Кроме того, игра стала последней для Мидзугути в Sega, перед тем как он покинул компанию, чтобы основать Q Entertainment.
Разработчики стремились сохранить в сиквеле атмосферу научной-фантастики в стиле ретро. Несколько изначально планировавшихся элементов, таких как группа цензуры, которая бы прерывала трансляции в игре, казавшиеся ей неуместными и главный злодей, являвшийся пришельцем, захватывающим галактики, были посчитаны чересчур усложняющими сюжет и потому вырезаны из игры. Наряд Улалы был изменён с оранжевого на белый. Хотя оригинальная игра использовала полигональные модели с анимацией, задние фоны являлись FMV-вставками, то в сиквеле фоны были заменены на полностью трёхмерные. По словам Мидзугути, на это было несколько причин: во-первых, команда освоилась с возможностями аппаратного обеспечения Dreamcast и научилась создавать трёхмерные уровни, а во-вторых желание отойти от пререндеренных анимированных фонов объяснялось трудоёмкостью их создания. Основываясь на отзывах о первой игре, команда добавила в игру больше деталей, таких как альтернативные костюмы и аксессуары для персонажей. Одним из значимых нововведений было создание инструментальных битв, которые оказались трудными для разработчиков для балансировки игрового процесса.
Для того, чтобы сохранить креативный контроль над озвучиванием и избежать изменений, который могли быть внесены на поздних этапах разработки, также как и в оригинальной игре, сотрудники United Game Artists сами озвучили персонажей. Актёры озвучивания исполняли свои реплики под музыкальные треки, чтобы быть уверенными, что они попадают в корректные промежутки времени, а сам процесс озвучивания выполнялся под контролем команды, ответственной за звук и самим Мидзугути. В игре также появляется Майкл Джексон, который озвучивает своего персонажа Космического Майкла по-английски как в японской, так и в западной версиях игры. В первой игре у персонажа есть лишь небольшое камео, тогда как в Space Channel 5: Part 2, он играет более значительную роль в сюжете. Руководитель первой игры, Такаси Юда снова озвучил персонажа Фюза (англ. Fuze). Кроме того, свои роли снова исполнили японская и английская актрисы, ответственные за голос Улалы (сотрудница United Game Artists, Минэко Окамура и Apollo Smile соответственно).

## Выпуск
Игра была официально анонсирована Sega для Dreamcast и PlayStation 2 в октябре 2001 года перед выставкой Tokyo Game Show. Перед выходом, Sega организовала несколько демонстрационных показов игры по всей Японии. Игра была выпущена в Японии 14 февраля 2002 года на Dreamcast и PlayStation 2. Версия для Dreamcast продавалась исключительно через онлайн-магазин Sega, Dreamcast Direct и покупатели, сделавшие предзаказ также получали наушники, отделанные белым мехом и специальную коробку для диска GD-ROM. Версия для PlayStation 2 позже была переиздана в рамках бюджетной линейки игр под названием «The Best». Версия для Dreamcast осталась эксклюзивом для Японии и со временем стала ценным предметом для коллекционирования.
Локализация проекта стала проблемой для Sega из-за слов песен в игре, поскольку было необходимо сохранить смысл для английской версии и при этом иметь примерно одинаковое количество слогом. Европейская версия для PlayStation 2 была опубликована совместно Sega и Sony 12 февраля 2003 года. Для европейской версии также было доступно ограниченное издание, включавшее в себя наушники и сумку для переноски. Версия игры для Великобритании была отменена и при этом издатели изначально не давали чётких объяснений почему это было сделано, однако потом выяснилось, что причиной послужили появившиеся обвинения против Джексона в растлении малолетних. В Северной Америке игра была выпущена издательством Agetec 18 ноября 2003 года только в формате специального издания, которое включало в себя оригинальную Space Channel 5.
Спустя несколько лет, Space Channel 5: Part 2 была переиздана в формате порта с графикой высокого разрешения в рамках сборника Sega Dreamcast Collection. Сборник был выпущен на Microsoft Windows и Xbox 360 22 февраля 2011 года в Северной Америке и 25 февраля в Европе. Версия для Windows также предлагалась в видео отдельной игры в сервисе Steam. Этот выпуск стал первым официальным появлением игры в Великобритании. 4 октября игра вышла как отдельное цифровое издание и для консоли Xbox 360, а 5 октября и для PlayStation 3. В Японии обе консольные версии вышли 5 октября 2011 года. Версия игры для Steam получила значительное обновление в 2014 году, когда были исправлены технические ошибки, проблемы с управлением, а также добавлены достижения.

## Оценки
| Сводный рейтинг | Сводный рейтинг |
| Агрегатор       | Оценка          |
| --------------- | --------------- |
| GameRankings    | 79,77 %         |